# Althepus javanensis
Althepus javanensis är en spindelart som beskrevs av Christa L. Deeleman-Reinhold 1995. Althepus javanensis ingår i släktet Althepus och familjen Ochyroceratidae. Inga underarter finns listade i Catalogue of Life.